# Saretschny (Swerdlowsk)
Saretschny (russisch Заречный) ist eine Stadt in der Oblast Swerdlowsk (Russland) mit 26.820 Einwohnern (Stand 14. Oktober 2010).

## Geografie
Die Stadt liegt am Ostrand des Mittleren Urals, etwa 50 km östlich der Oblasthauptstadt Jekaterinburg am linken Ufer der hier zum Belojarskoje-Stausee aufgestauten Pyschma, eines rechten Nebenflusses der Tura im Flusssystem des Ob.
Saretschny bildet einen gleichnamigen Stadtkreis.
Die Stadt liegt an der 1933 eröffneten Eisenbahnstrecke Belojarski (Station Baschenowo)–Asbest, einer Zweigstrecke der Transsibirischen Eisenbahn. Die Station nahe der Stadt heißt Muranitny.

## Geschichte
Saretschny entstand im Zusammenhang mit der Errichtung des Kernkraftwerkes Belojarsk, erhielt 1957 den Status einer Siedlung städtischen Typs und 1992 Stadtrecht. Der Name leitet sich von за рекой (sa rekoi), russisch für hinter dem Fluss ab.

### Bevölkerungsentwicklung
| Jahr | Einwohner |
| ---- | --------- |
| 1959 | 8.932     |
| 1970 | 13.301    |
| 1979 | 16.649    |
| 1989 | 27.675    |
| 2002 | 27.914    |
| 2010 | 26.820    |

Anmerkung: Volkszählungsdaten

## Kultur und Sehenswürdigkeiten
In Saretschny existiert ein Museum für Mineralogie, Steinschleif- und Juwelierkunst.

## Wirtschaft
Neben dem stadtbildenden, wenige Kilometer nördlich gelegenen Kernkraftwerk Belojarsk gibt es Betriebe der Bauwirtschaft.

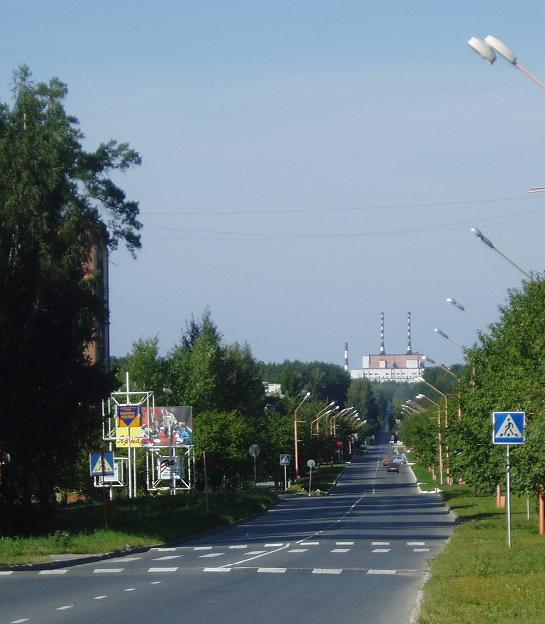
Straße in Saretschny, im Hintergrund das Kernkraftwerk
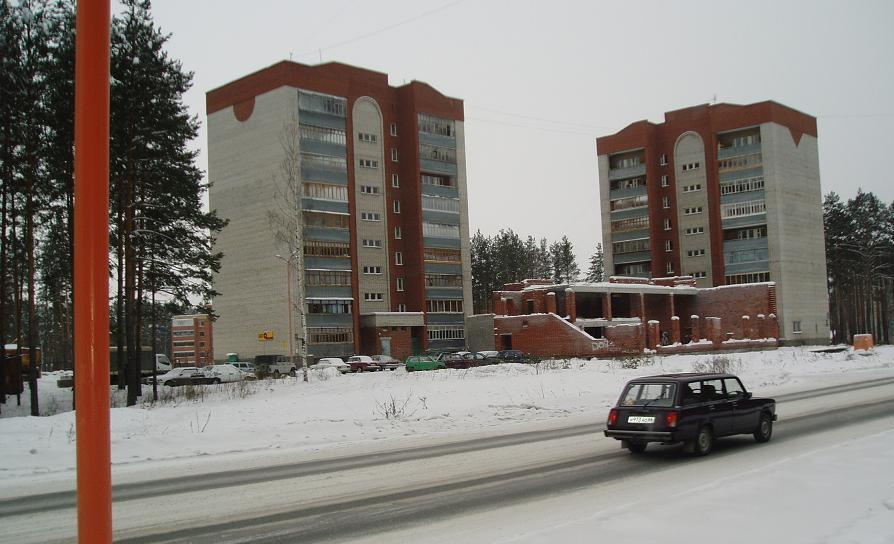
Wohnhäuser in Saretschny